# Anna Kiri
Pour plus de détails, voir Fiche technique et Distribution.
Anna Kiri est un thriller québécois réalisé par Francis Bordeleau, dont la sortie est prévue au 26 septembre 2025. Le film met en vedette Catherine Brunet, dans le rôle principal d'Anna, une jeune délinquante qui se voit offrir la chance de changer de vie.

## Synopsis
Anna (Catherine Brunet) est une délinquante vivant dans les coins sombres de Montréal avec son frère et leurs amis. Le groupe survit en commettant des larcins, mais elle s’épanouit vraiment en racontant son histoire dans un journal. À la suite d’un vol raté et d’une violente altercation avec un gangster local, un professeur de littérature trouve le journal d’Anna. Cette dernière saisit cette opportunité pour prendre sa vie en main et changer de trajectoire. Mais elle réalise rapidement que le prix à payer est élevé et qu’il n’est pas facile d’échapper à son passé.

## Fiche technique
Source : IMDb et Films du Québec
- Titre original : Anna Kiri
- Réalisation : Francis Bordeleau
- Scénario : Francis Bordeleau, Alexandre James Taboureau, Valérie Chevalier
- Musique : William Gaboury
- Direction artistique : Alexandre James Taboureau
- Costumes : Markantoine Lynch-Boisvert
- Maquillage : Anita Sanchez
- Coiffure : Laurent Lemay
- Photographie : Miguel Henriques
- Son : Tiago Mcnicoll Castro-Lopes, Martin Cadieux-Rouillard, Gordon Neil Allen
- Montage : Dave Lapanne, Geoff Klein
- Production : Francis Bordeleau, Stéphane St-Hilaire, Miguel Henriques, Paul Cadieux, Isabelle Legault
- Sociétés de production : Melancholia Films, Avanti-Toast
- Société de distribution : Filmoption Intenational
- Pays de production : Canada
- Tournage : durant 36 jours, entre le 8 janvier 2023 et le 1er mai 2024, à Montréal et ses environs
- Langue originale : français, anglais
- Format : couleur — 2:1
- Genre : thriller
- Durée : 87 minutes
- Dates de sortie prévues :
  - Canada : 
    - 24 juillet 2025 (première au Festival Fantasia)
    - 12 septembre 2025 (Festival de cinéma de la ville de Québec)
    - 26 septembre 2025 (sortie en salle au Québec)

## Distribution
- Catherine Brunet : Anna
- Maxime de Cotret (en) : Vincent
- Charlotte Aubin : Cindy
- Jade Hassouné : Mirko
- Karl Graboshas : Micky
- Caroline Néron : Céline
- Fayolle Jean : Philippe
- Rosalie Bonenfant : Simone
- Guillaume Rodrigue : Paul
- Émile Ouellette : Clément
- Nicolas Michon: Zhao
- Jeanne Roux-Côté : Ma
- Anne-Marie Cadieux : Dominique
- Benoît McGinnis : Pierre-Frédéric
- Manuel Tadros : Rémi
- Laurie Babin (en) : Lucy

## Production
Il s'agit du deuxième long-métrage de Francis Bordeleau, produit avec sa boîte de production Melancholia Films, en association avec Paul Cadieux, et Avanti-Toast.
Présenté en primeur au Festival Fantasia le 24 juillet 2025, Anna Kiri marque les retrouvailles entre Francis Bordeleau et Catherine Brunet. Leur complicité artistique remonte à 2016, alors que Catherine lui avait offert sa toute première chance en acceptant de tourner dans ses courts métrages autoproduits. Depuis, elle a défendu les deux premiers rôles féminins au cinéma de Bordeleau, devenant une muse pour le cinéaste. Avec Anna Kiri, le réalisateur poursuit sa démarche singulière et rebelle, proposant un univers audacieux, viscéral et profondément ancré dans l’imaginaire.